# Lauperath
Lauperath – miejscowość i gmina w Niemczech, w kraju związkowym Nadrenia-Palatynat, w powiecie Eifel Bitburg-Prüm, wchodzi w skład gminy związkowej Arzfeld.